# 14P/Wolf
14P/Wolf – kometa krótkookresowa, należąca do rodziny komet Jowisza.

## Odkrycie i nazwa
Kometę tę odkrył astronom niemiecki Max Wolf 17 września 1884 roku. Odkrycia tego dokonał w Landessternwarte Heidelberg-Königstuhl w Heidelbergu.
Nazwa pochodzi od nazwiska odkrywcy.

## Orbita komety
Orbita komety 14P/Wolf ma kształt wydłużonej elipsy o mimośrodzie 0,36. Jej peryhelium znajduje się w odległości 2,74 j.a., aphelium zaś 5,77 j.a. od Słońca. Jej okres obiegu wokół Słońca wynosi 8,77 lat, nachylenie do ekliptyki to wartość 27,91˚. Kometa ta była obserwowana podczas każdego przejścia przez peryhelium orbity wokół Słońca z wyjątkiem roku 1904, gdy nie obliczono jej orbity.

## Właściwości fizyczne
Jest to kometa, która nie zbliżyła się do Słońca zbyt blisko, przez co jej aktywność nie jest nadzwyczajna. Jądro jej ma wielkość ok. 4,66 km.
Ľuboš Neslušan z Instytutu Astronomicznego Słowackiej Akademii Nauk sugeruje, że 14P/Wolf i kometa 206P/Barnard-Boattini są częściami większego ciała, które uległo rozpadowi.

## Badania
Badaniami orbity tej komety od roku 1907 do 1973 zajmował się polski astronom Michał Kamieński. Jego prace polegały na obliczeniach wpływu planet gazowych na orbitę komety. W 1922 roku kometa 14P/Wolf zbliżyła się do Jowisza na odległość zaledwie 0,125 j.a. Tak bliskie zbliżenie miało ogromny wpływ na kształt orbity komety. Peryhelium jej orbity wzrosło z 1,58 na 2,47 j.a., a okres obiegu wokół Słońca zwiększył się z 6,82 roku na 8,31. Badania i obliczenia dokonane przez Kamieńskiego pozwoliły na odnalezienie komety w 1925 roku bardzo blisko pozycji przewidywanej przez astronoma.
I choć początkowo nie udawało się Kamieńskiemu powiązać według jednej reguły elementów orbity komety w czasie wszystkich pojawień się jej w latach 1884–1919, to jednak gdy powiązał każde dwa kolejne ukazania się komety 14P/Wolf w badanym okresie, stwierdził, że średni ruch dzienny komety stale się zmniejsza. W ten sposób astronom odkrył zjawisko deceleracji w ruchu komet okresowych.